# Christopher Collet
Christopher Collet (New York, 13 marzo 1968) è un attore e doppiatore statunitense famoso per aver interpretato il ruolo di Paul Stephens nel film Gioco mortale.

## Biografia

### Primi anni
Christopher Collet è nato il 13 marzo 1968 a New York.

### Carriera
Collet decise di entrare nel mondo dello show business durante la sua adolescenza. Ha esordito come attore interpretando il ruolo di Paul nel film horror del 1983 Sleepaway Camp. Durante le riprese del film strinse amicizia con Jonathan Tiersten e, in seguito, i due hanno fatto un'audizione insieme per altri show.
L'anno seguente venne scelto per interpretare Neil Oxley in Welcome Home Jellybean. In seguito al successo ottenuto, Collet ha ottenuto numerosi ruoli in televisione e al cinema, tra cui quello di Jake Livingston in Firstborn, quello di Richard Jahnke Jr. nel film televisive Onora il padre, quello di Paul Stephens in Gioco mortale e quello di Albert Kaussner nella miniserie televisiva I Langolieri. Le sue apparizioni televisive includono ruoli da guest star in Magnum, P.I., I Robinson, I viaggiatori delle tenebre, Un giustiziere a New York, L.A. Law - Avvocati a Los Angeles e MacGyver. Ha anche recitato in diverse produzioni teatrali di Broadway.
Durante la metà degli anni 2000, Collet ha perseguito altre iniziative nel settore dell'intrattenimento, principalmente come doppiatore per 4kids Entertainment. 

## Vita privata
Collet ha incontrato sua moglie Nicole Dooley nel 1998 quando hanno interpretato marito e moglie in un episodio della serie televisiva Due poliziotti a Palm Beach. Entrambi sono istruttori di Pilates e sono comproprietari della "The Pilates Boutique" a Brooklyn, New York. Hanno un figlio, Julien.

## Filmografia

### Attore

#### Cinema
- Sleepaway Camp, regia di Robert Hiltzik (1983)
- Firstborn, regia di Michael Apted (1984)
- Gioco mortale (The Manhattan Project), regia di Marshall Brickman (1986)
- La banda dei Rollerboys (Prayer of the Rollerboys), regia di Rick King (1990)
- The Timekeepers of Eternity, regia di Aristotelis Maragkos e Tom Holland (2021)

#### Televisione
- CBS Schoolbreak Special – serie TV, 2 episodi (1984-1991)
- Onora il padre (Right to Kill?), regia di John Erman – film TV (1985)
- Disneyland – serie TV, 1 episodio (1986)
- I viaggiatori delle tenebre (The Hitchhiker) – serie TV, 1 episodio (1987)
- Un giustiziere a New York (The Equalizer) – serie TV, 1 episodio (1988)
- I Robinson (The Cosby Show) – serie TV, 1 episodio (1988)
- American Playhouse – serie TV, 2 episodi (1988-1989)
- ABC Afterschool Specials – serie TV, 1 episodio (1989)
- L.A. Law - Avvocati a Los Angeles (L.A. Law) – serie TV, 2 episodi (1991)
- La legge di Bird (Gabriel's Fire) – serie TV, 2 episodi (1991)
- MacGyver – serie TV, 2 episodi (1991)
- Alexandra - Una donna e la sua terra (O Pioneers!), regia di Glenn Jordan – film TV (1992)
- The Heights – serie TV, 1 episodio (1992)
- I Langolieri (The Langoliers), regia di Tom Holland – miniserie TV (1995)
- Central Park West – serie TV, 1 episodio (1995)
- Due poliziotti a Palm Beach (Silk Stalkings) – serie TV, 1 episodio (1998)
- The Purge – serie TV, 1 episodio (2018)

### Doppiatore
- Kimba - La leggenda del leone bianco (Janguru taitei), regia di Yoshio Takeuchi (1997) Versione inglese
- Urutoraman Tiga – serie TV, 11 episodi (1996-1997) Versione inglese
- Yu-Gi-Oh! – serie TV, 3 episodi (2001) Versione inglese
- Kakutou ryouri densetsu bistro recipe – serie TV, 6 episodi (2002) Versione inglese
- Pokémon Housou – serie TV, 1 episodio (2003) Versione inglese